# Rândunică mare cu dungi
Rândunica mare cu dungi sau rândunica striată (Cecropis striolata) este o specie de pasăre din familia Hirundinidae. Se găsește în zone deschise, adesea deluroase, cu poieni și terenuri cultivate din Asia de Sud-Est până în nord-estul Indiei și Taiwan.
Rândunica striată a fost uneori considerată o subspecie a rândunicii roșcate.

## Descriere

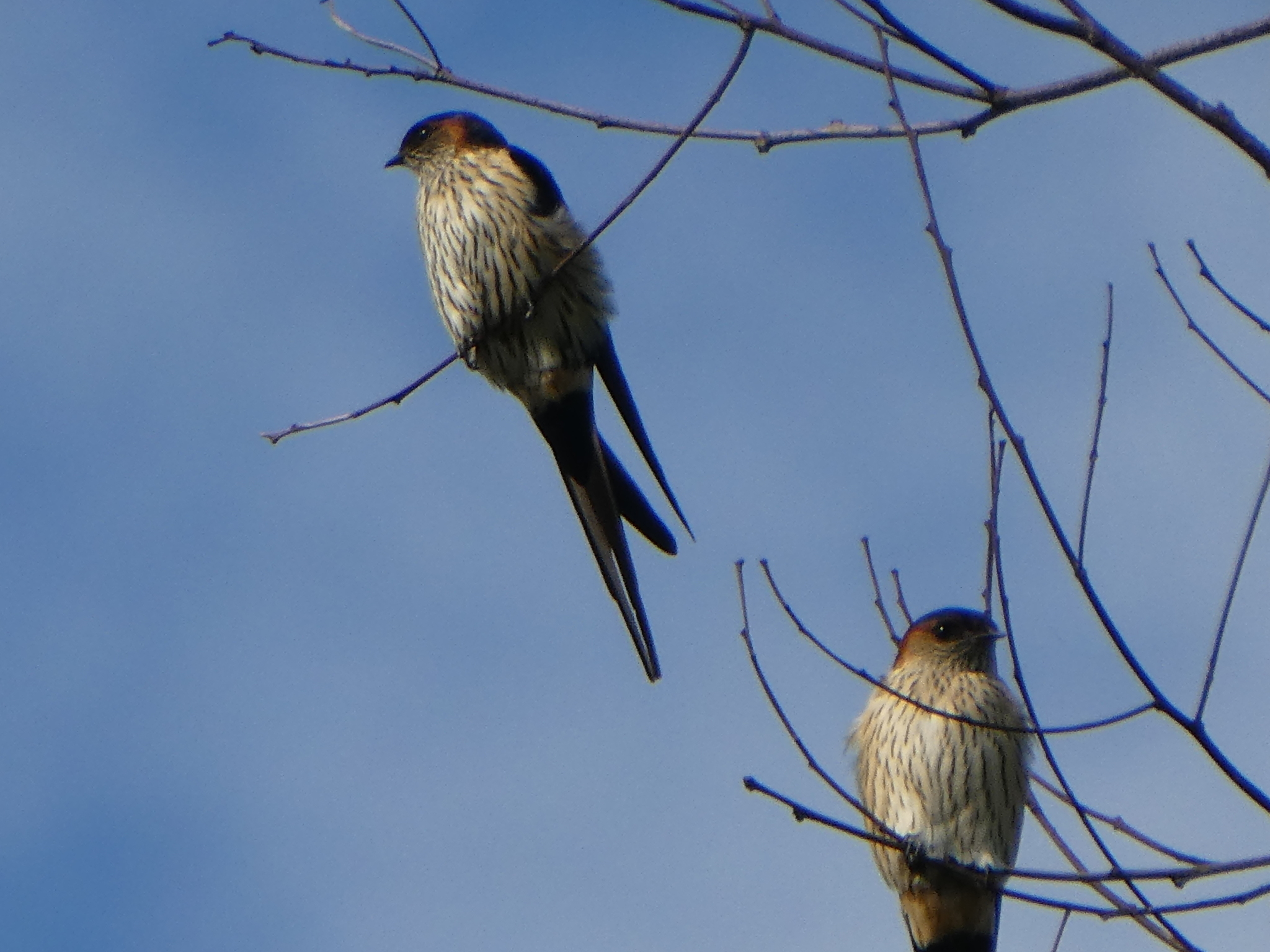
Cecropis striolata

Rândunica striată are 19 cm lungime și o coadă adânc bifurcată.  Are majoritatea părților superioare ale corpului negre cu nuanțe albastre, deși cu o târtiță maro în dungi. Majoritatea indivizilor au gâtul roșcat, deși această colorare este uneori absentă. Fața și părțile inferioare sunt albe, cu dungi întunecate. Aripile sunt maro. Ambele sexe sunt asemănătoare, dar puii au o culoare maro mai șters iar penele cozii sunt mai scurte.

## Taxonomie
Sunt patru subspecii.
- C. s. striolata se reproduce în Taiwan, Filipine și Indonezia.
- C. s. mayri se reproduce din nord-estul Indiei până în nord-vestul Myanmarului și nord-estul Bangladeshului.[2] Are dungi mai largi decât striolata nominală.
- C. s. stanfordi se reproduce din nord-estul Myanmarului până în nordul Thailandei. Are striuri largi.
- C.  s. vernayi se reproduce local în vestul Thailandei. Este mai rufescentă dedesubt decât specia nominalizată și este doar puțin striată.

Această specie, în special subspecia mayri, este foarte asemănătoare cu rândunica roșcată, dar este mai mare, mai puternic dungată și are un guler la gât mai puțin distinct.

## Galerie

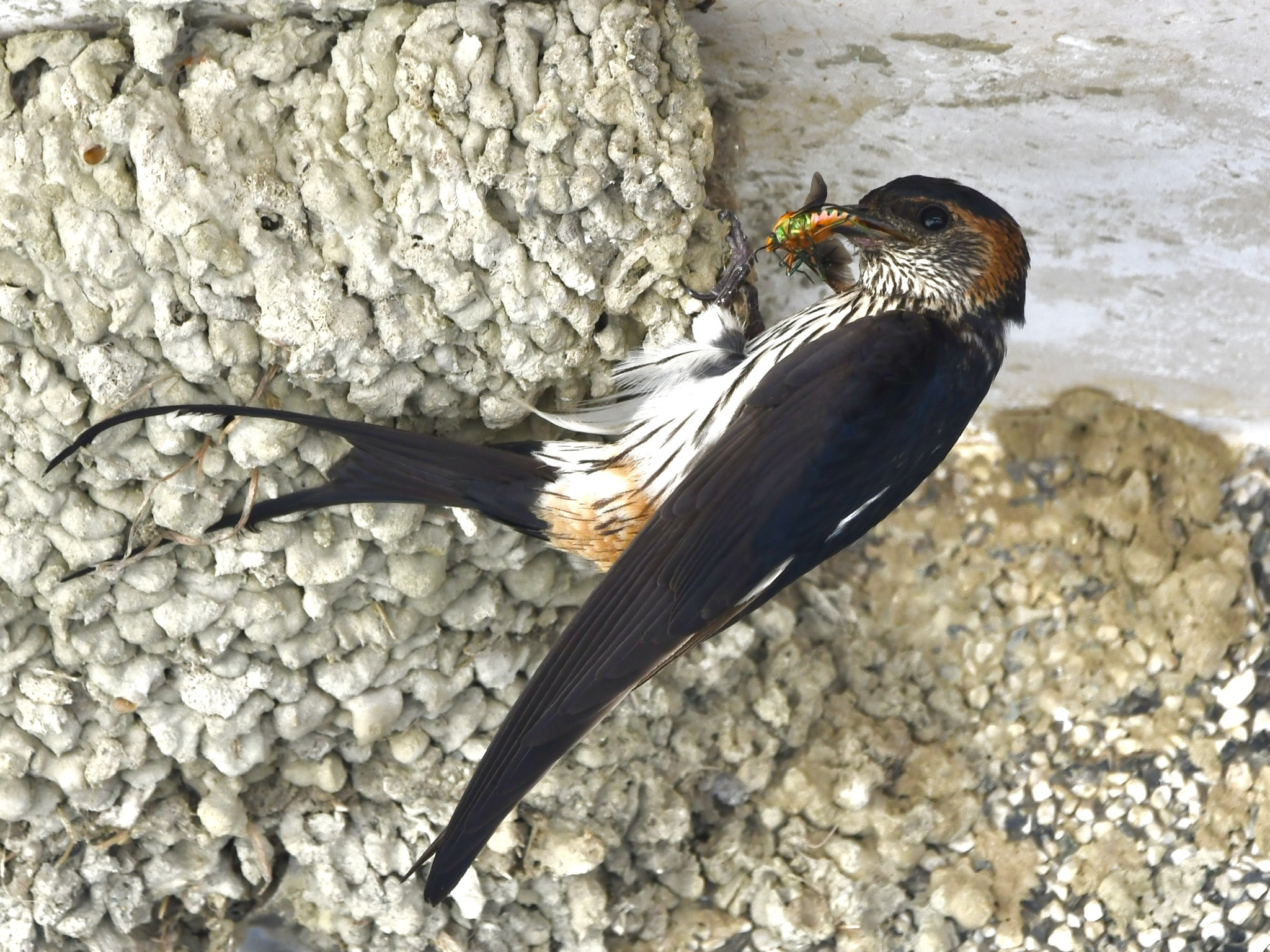
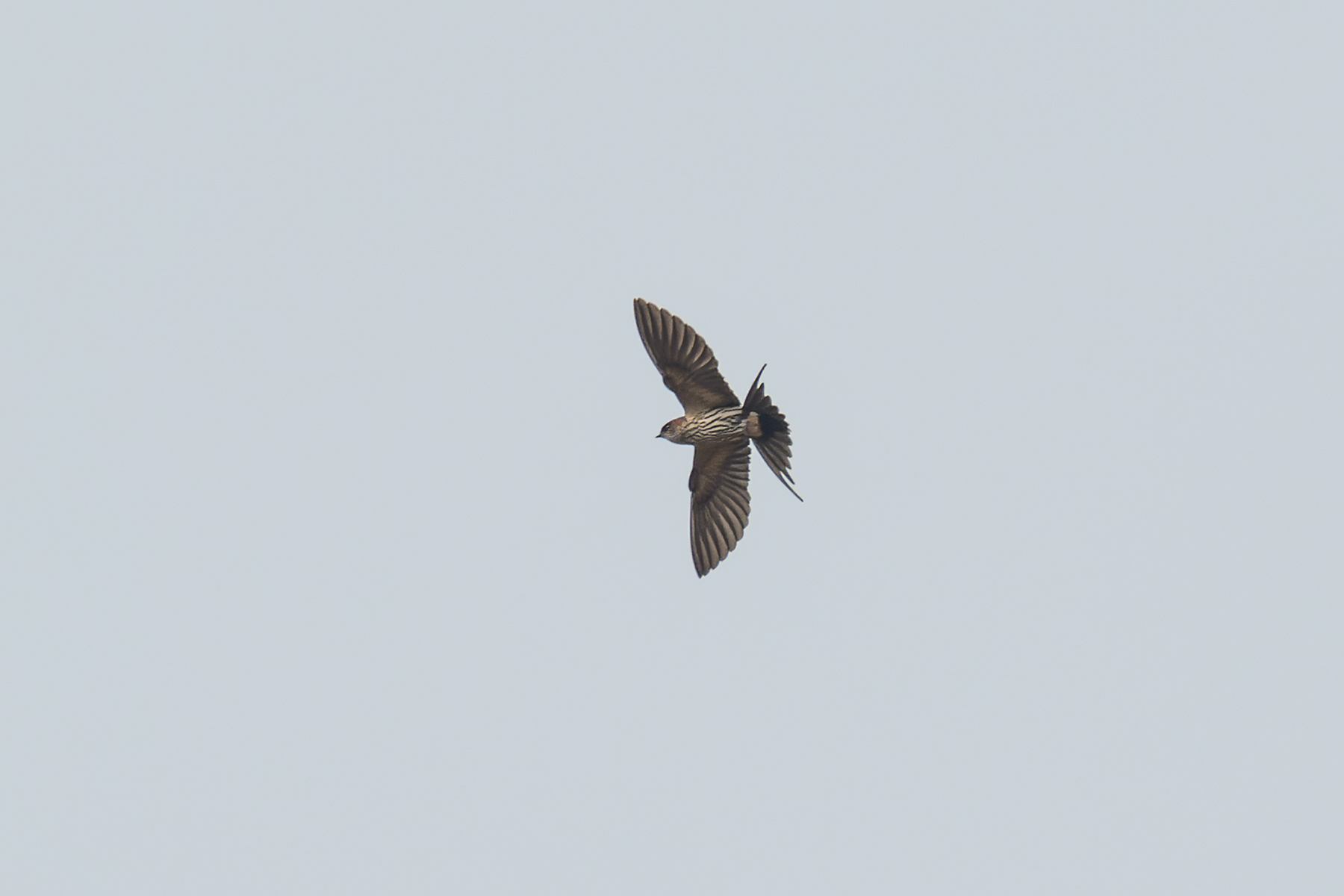
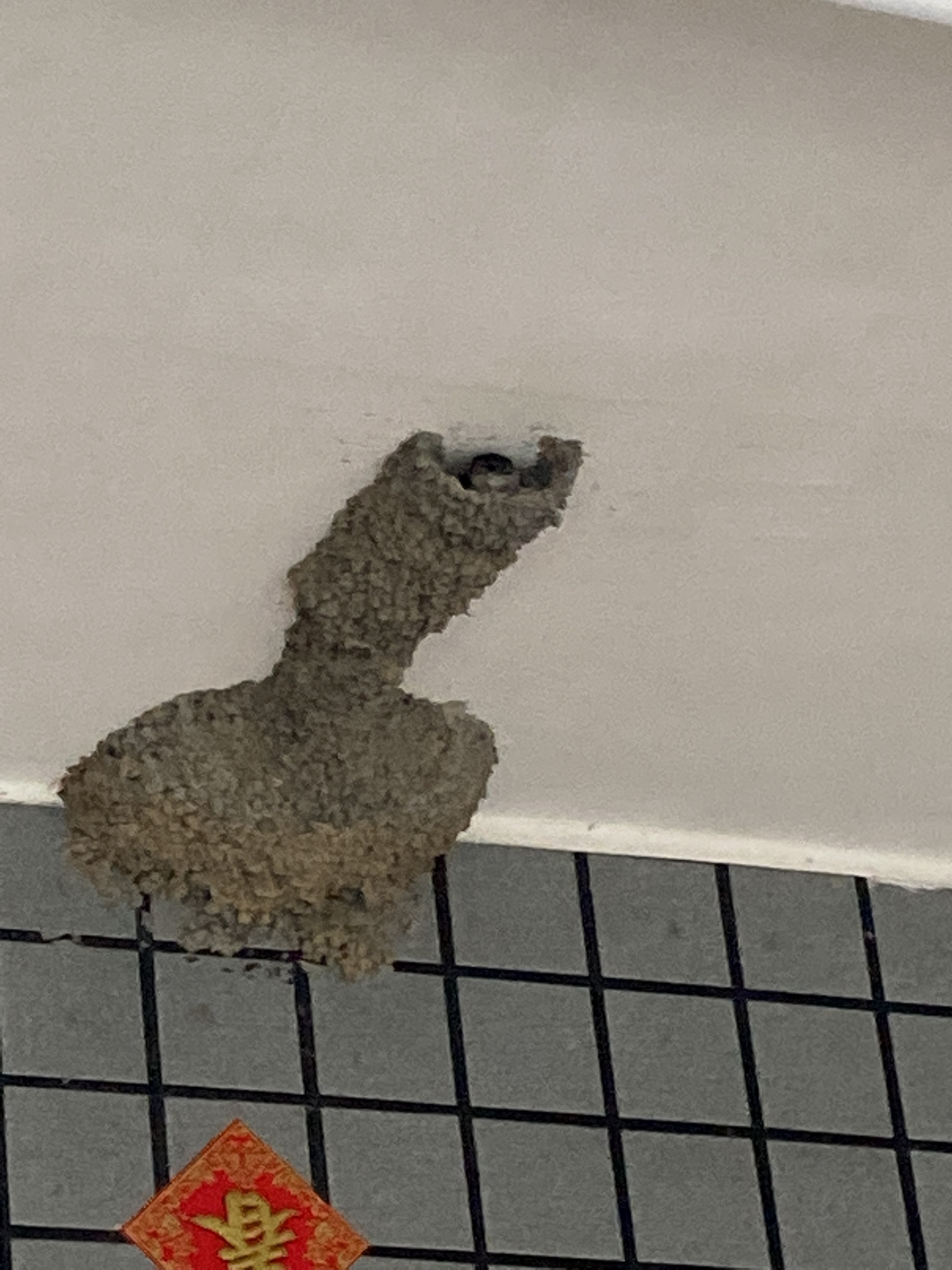
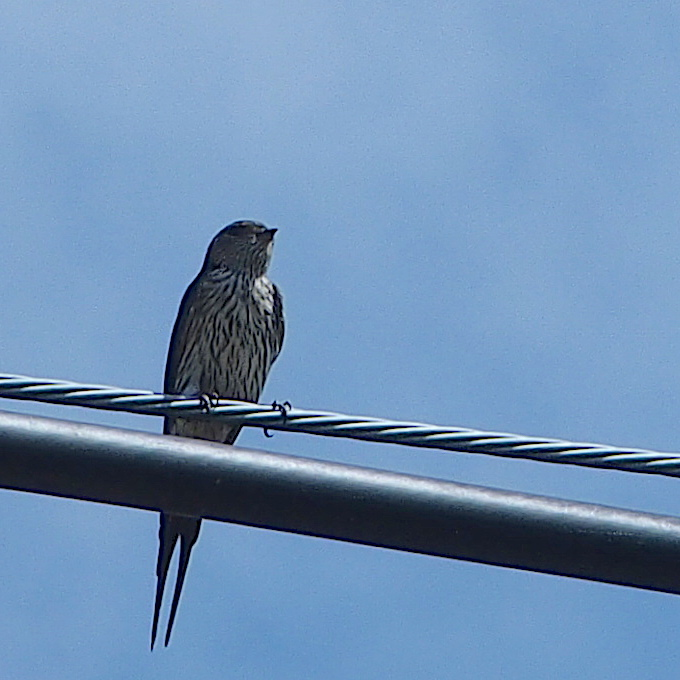